# France Zobda
France Zobda est une actrice et productrice française, née en Martinique en 1958.
France Zobda a surtout joué à la télévision, notamment des rôles récurrents dans les séries Lance et compte, SOS 18 et Léa Parker. Elle a produit plusieurs téléfilms, la plupart réalisés par Philippe Niang ou Christian Faure.

## Biographie
À 15 ans, France Zobda apprend la danse classique et la natation. Elle a fait de l'athlétisme et est ceinture noire de judo.
Elle est connue dans le monde pour la particularité de ses yeux. En effet, elle détient, selon le Livre Guinness des records, le record mondial des nuances de couleurs d'yeux : sept à gauche, quatre à droite,,.

## Filmographie
Sauf indication contraire, les informations mentionnées dans cette section peuvent être confirmées par la base de données cinématographiques IMDb,  présente dans la section « Liens externes ».

### Actrice

#### Cinéma
- 1983 : Adieu foulards de Christian Lara : Ariane
- 1984 : Sheena, reine de la jungle (Sheena) de John Guillermin : la comtesse Zanda
- 1985 : Black Mic-Mac de Thomas Gilou
- 1986 : Justice de flic de Michel Gérard
- 1986 : Sauve-toi, Lola de Michel Drach
- 1990 : Mamy Wata de Mustapha Diop
- 1994 : L'Exil du roi Behanzin de Guy Deslauriers : Regina
- 1995 : Les Caprices d'un fleuve (Unpredictable nature of the river) de Bernard Giraudeau : Anne Brisseau
- 1996 : Arlette de Claude Zidi : Samantha
- 1998 : France (court métrage) de Diane Baratier : Maybeline, la collègue
- 2002 : Blessures de Franck Llopis : Josy
- 2002 : Dreams of Trespass de Stéphanie Danan (non diffusé[réf. nécessaire])

#### Télévision
- 1985-1989 puis 2009 : Lance et compte (ou Cogne et gagne'') (série télévisée) de Réjean Tremblay et Louis Caron : Lucie Baptiste
- 1986 : Série rose (série télévisée), épisode Le Libertin de qualité de Juan Luis Buñuel : Mlle Macao, la soubrette
- 1987 : Le Gerfaut : Modèle:Sitapanoki[Quoi ?]
- 1989 : Coplan (série télévisée), épisode Le Vampire des Caraïbes d'Yvan Butler : Tamara
- 1989 : Panique aux Caraïbes (série télévisée), épisode Anagramme de Serge Korber[réf. nécessaire]
- 1990 : Le Vagabond des mers (mini-série) de José Varela
- 1991 : Rintintin junior (série télévisée), épisodes The Big Gun et Blind Faith
- 1995 : Le Baron (Il Barone) (mini-série) d'Alessandro Fracassi, Richard T. Heffron et Enrico Maria Salerno
- 1996 : Studio Sud (série télévisée) de Georges Bensoussan
- 1996 : Cassidi et Cassidi : Le Prix de la liberté (téléfilm) de Joël Santoni : Graziella Angelier
- 1998 : Fugue en ré (téléfilm) de Christian Faure  : Coralie Hoareau, dite « Coco »
- 1999 : Jésus (téléfilm) de Serge Moati : Marie Madeleine)
- 2000 : Suite en ré (téléfilm) de Christian Faure : Coralie Hoareau, dite « Coco »
- 2000 : Un flic nommé Lecoeur (série télévisée) d'Alain Tasma et Jean-Yves Pitoun : Armoni Bellair
- 2002-2018 : SOS 18 (série télévisée) : Lucie Saint Roch
- 2002 : Crimes en série (série télévisée), épisode Noirs destins de Pascal Légitimus : Melissa
- 2002 : Un mois à nous (téléfilm) de Denys Granier-Deferre : Romane
- 2003 : Drôle de genre (téléfilm) de Jean-Michel Carré : Sibye Carrère
- 2004-2006 : Léa Parker (série télévisée) : Anne Parker
- 2005 : Femmes de loi (série télévisée), épisode Clichés meurtriers de Sylvie Ayme : Hélène Martel
- 2005 : La Famille Zappon (téléfilm) d'Amar Arhab et Fabrice Michelin : Caroline Tatone
- 2007 : La Promeneuse d'oiseaux (téléfilm) de Jacques Otmezguine : Sadhana
- 2013 : La smala s'en mêle (série télévisée), épisode Merci du cadeau de Thierry Petit : Florence
- 2016 : Meurtres en Martinique de Philippe Niang : Magaly Brédas
- 2019 : La Malédiction du volcan de Marwen Abdallah : Madame Karla
- 2020 : Meurtres à Cayenne de Marc Barrat : Joséphine
- 2021 : Meurtres à Marie-Galante de Marc Barrat : Soizic
- 2023 : Meurtres en Guadeloupe de Marc Barrat : Marie-Agnès Dragouvin
- 2024 : Le Fantôme des Saintes de Marc Barrat : Nicole

### Productrice de télévision
- 2009 : Pas de toit sans moi (téléfilm) de Guy Jacques
- 2009 : Les Amants de l'ombre (téléfilm) de Philippe Niang
- 2010 : Fais danser la poussière (téléfilm) de Christian Faure
- 2012 : Toussaint Louverture (téléfilm en deux parties) de Philippe Niang
- 2012 : Paradis amers (téléfilm) de Christian Faure
- 2014 : Le Family Show (téléfilm) de Pascal Lahmani
- 2016 : La Promesse du feu (téléfilm en deux parties) de Christian Faure
- 2016 : Meurtres en Martinique (téléfilm de la collection Meurtres à...) de Philippe Niang
- 2018 : Le Rêve français (téléfilm en deux parties) de Christian Faure
- 2019 : La Malédiction du volcan (téléfilm) de Marwen Abdallah
- 2020 : Meurtres à Cayenne (téléfilm de la collection Meurtres à...) de Marc Barrat
- 2020 : Meurtres à Marie-Galante (téléfilm de la collection Meurtres à...) de Marc Barrat

## Publication
- « Nous raconter librement », in Aïssa Maiga (dir.), Noire n'est pas mon métier, Paris, Éditions du Seuil, 3 mai 2018, 128 p. (ISBN 978-2-02-140119-6)